# Franz Hanfstaengl
Franz Seraph Hanfstaengl (Bad Tölz, 1 de marzo de 1804 - Múnich, 18 de abril de 1877) fue un pintor y litógrafo alemán. Se convirtió entonces en fotógrafo de la corte de Baviera.

## Biografía
Hanfstaengl nació en una familia de campesinos. Por recomendación de maestros de la aldea donde vivía en 1816 se fue a Múnich para estudiar dibujo con Hermann Josef Mitterer. Allí estudió desde 1819 hasta 1825 en la Academia de Bellas Artes de Múnich y se graduó como litógrafo. Mantenía contacto con Aloys Senefelder. Como litógráfo de la sociedad en Múnich, Hanfstaengl se hizo muy popular. En 1833 creó su propio taller de litografía en Múnich, que dirigió hasta 1868 y al que más tarde se añadió un editor de arte y un estudio de fotografía (1853). 
Desde 1835 hasta 1852 Hanfstaengl produjo cerca de 200 reproducciones litográficas de las obras maestras de la Galería de Arte de Dresde y las publicó en una carpeta. Más tarde se convirtió en el fotógrafo de la casa real e hizo retratos de personajes famosos, entre ellos el joven rey Luis II de Baviera, Otto von Bismarck y la emperatriz Isabel de Austria.
Influyó en su cuñado, el médico, inventor y político austriaco Norbert Pfretzschner sénior para desarrollar una emulsión de placa fotográfica en seco en 1866. Fue el padre de Edgar Hanfstaengl y abuelo de Ernst Hanfstaengl.